# Pietro Anastasi
Pour les articles homonymes, voir Anastasi.
Pietro Anastasi (né le 7 avril 1948 à Catane en Sicile et mort le 17 janvier 2020 à Varèse, des suites de la maladie de Charcot), surnommé Pelè bianco ou encore Petruzzu 'u turcu par ses fans, est un footballeur international italien qui évoluait au poste d'attaquant.

## Biographie

### Carrière en club
Durant sa carrière (de 1964 à 1982), Pietro Anastasi a joué à Massiminiana, Varese, la Juventus, l'Inter Milan, Ascoli, ainsi qu'au FC Lugano (Suisse).
Il commence sa carrière avec le modeste club de l'Associazione Calcio Massiminiana de la ville de Catane. Il est alors repéré par le club de Serie B de Varèse qui l'achète en 1966. Il dispute là le premier match de Serie A de sa carrière le 24 septembre 1967, lors d'une défaite 3-1 contre la Fiorentina. Au total, il inscrit 17 buts en 66 matchs pour le club de Varèse.

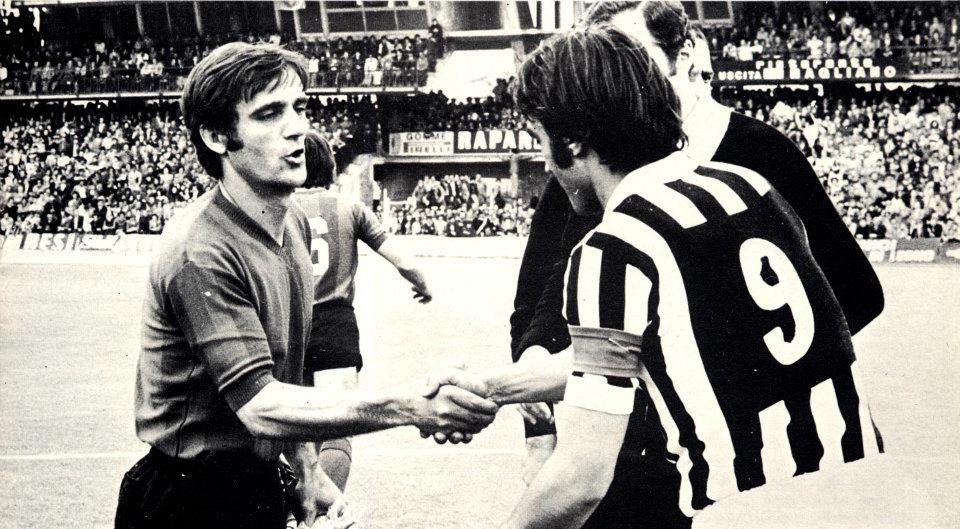
Pietro Anastasi (à droite) en 1975, capitaine de la Juventus, et Benatti du Ternana.

Durant l'été 1968, le club de la Juventus l'achète pour l'importante somme de 650 millions de lires (ce qui constitue à l'époque le transfert le plus cher de l'histoire). À la Juve, il dispute son premier match le 8 septembre 1968 lors d'un nul 0-0 en coupe contre Cesena, puis inscrit quelques semaines plus tard son premier but sous les couleurs bianconere le 22 septembre 1968 lors d'une victoire à l'extérieur 3-1 sur le Genoa, toujours en coupe (il inscrit au total 15 buts en 35 matchs lors de sa première saison).
Il est notamment connu pour être l'auteur du dernier but de l'histoire de la Coupe des villes de foires (inscrivant le but du match de la finale retour 1-1 à la 19e minute du match contre Leeds United le 3 juin 1971) avant que celle-ci ne devienne la saison la Coupe UEFA (il finit d'ailleurs cette saison meilleur buteur de la compétition avec 10 buts, devenant le premier et l'unique joueur italien à réaliser cette performance). Anastasi est notamment le meilleur buteur de l'histoire du club en Coupe des villes de foires avec 12 buts.
Il s'impose donc durant sa carrière véritablement dans le secteur offensif turinois, remportant notamment trois scudetti (en 1971-72, 1972-73 et 1974-75), avant de quitter le club durant l'été 1976 pour l'Inter (en échange de Roberto Boninsegna), pour cause de problèmes avec l'entraîneur bianconero de l'époque Carlo Parola (qui avait fait sortir Anastasi de l'effectif depuis quelque temps).
Au total, il aura en tout inscrit 132 buts en 307 matchs avec le club de la Juventus (dont 205 matchs et 78 buts en Serie A), restant encore à ce jour un des plus grands buteurs de l'histoire du club juventino.

« Pietro Anastasi a fini par être le symbole vivant d'une classe sociale entière : celle qui quittait à contrecœur le sud pour aller gagner sa vie dans les usines du nord »

— Alessandro Baricco
Après l'Inter, Anastasi termine sa carrière avec le club d'Ascoli (de 1978 à 1981) puis enfin en Suisse avec le FC Lugano (entre 1981 et 1982).
Au total, il a disputé 338 matchs de Serie A (la première division italienne) et marqué 105 buts (dont 205 matchs et 78 buts rien que pour la seule période à la Juve).

### Carrière en sélection

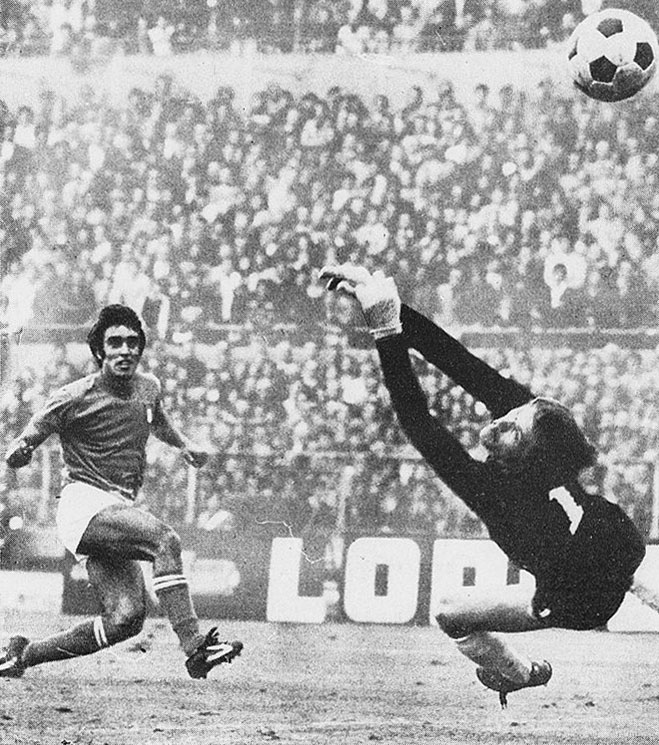
Pietro Anastasi (à gauche) bat Enver Marić et réalise le final 3-1 lors du match amical de l'Italie face à la Yougoslavie. Turin, 20 septembre 1972.

Pietro Anastasi compte également 25 sélections et 8 buts en équipe d'Italie (dont 23 matchs et 7 buts rien que pour sa période à la Juve) avec laquelle il a remporté le Championnat d'Europe 1968, en marquant un but en finale contre les Yougoslaves. Il joue sa première sélection avec la Squadra Azzurra le 8 juin 1968 lors d'un nul 1-1 contre la Yougoslavie.
Il a aussi disputé la coupe du monde 1974.

### Après-carrière
Après sa retraite de joueur, Pietro Anastasi devient pour un temps chroniqueur (tout en restant tifoso de la Juventus) pendant les émissions footballistiques pour la chaîne de télévision Telelombardia, après être passé par les chaînes Telepiù et pour l'émission Diretta Stadio...ed è subito goal sur la chaîne Italia 7 Gold.

## Palmarès

### Club
| Juventus - Championnat d'Italie (3) : - Champion : 1971-72, 1972-73 et 1974-75. - Vice-champion : 1973-74 et 1975-76. - Coupe des villes de foires : - Finaliste : 1970-71. - Meilleur buteur : 1970-71 (10 buts). - Coupe d'Italie : - Finaliste : 1972-73. - Meilleur buteur : 1973-74 (9 buts). - Coupe des clubs champions : - Finaliste : 1972-73. |  | Inter Milan - Coupe d'Italie (1) : - Vainqueur : 1977-78. |

#### En sélection
Italie
- Championnat d'Europe (1) :
  - Vainqueur : 1968.